# نشانی وب دیرپا
نشانی وب دیرپا یا پی‌یوآرال (به انگلیسی: PURL) یک نوع شناساگر دیرپا در سطح وب است که بر پایهٔ پروتکل انتقال ابرمتن کار می‌کند و گونهٔ خاصی از شناسانهٔ یکنواخت منبع به شمار می‌آید. در نشانی‌های وب دیرپا از سازوکار تغییرمسیردادن نشانی وب که با اچ‌تی‌تی‌پی قابل انجام است از شکل‌گیری پیوندهای شکسته پرهیز می‌شود. این روش توسط مرکز کتابخانه رایانه‌ای پیوسته تشویق می‌شود. به عبارت دیگر نشانی وب دیرپا را یک نشانی وب معمولی است که به جای اشارهٔ مستقیم به وب‌گاه هدف، به یک سرویس‌دهندهٔ تفکیک اشاره می‌کند. برای نمونه یک نشانی وب دیرپا می‌تواند به شکل http://purl.org.net/weibel/ باشد که در آن http:// قرارداد (پروتکل) را مشخص می‌کند و purl.org.net/ سرویس‌دهندهٔ تفکیک است که مشخص خواهد کرد نام weibel/ باید به چه وب‌گاهی تغییرمسیر یابد.
پی‌یوآرل به عنوان یک راه حل موقت تا تکمیل و دایرشدن چارچوب یوآران (URN) مطرح است.

## واژه‌نامه
1. ↑  URL redirection
2. ↑  resolution service